# 問屋町 (千葉市)

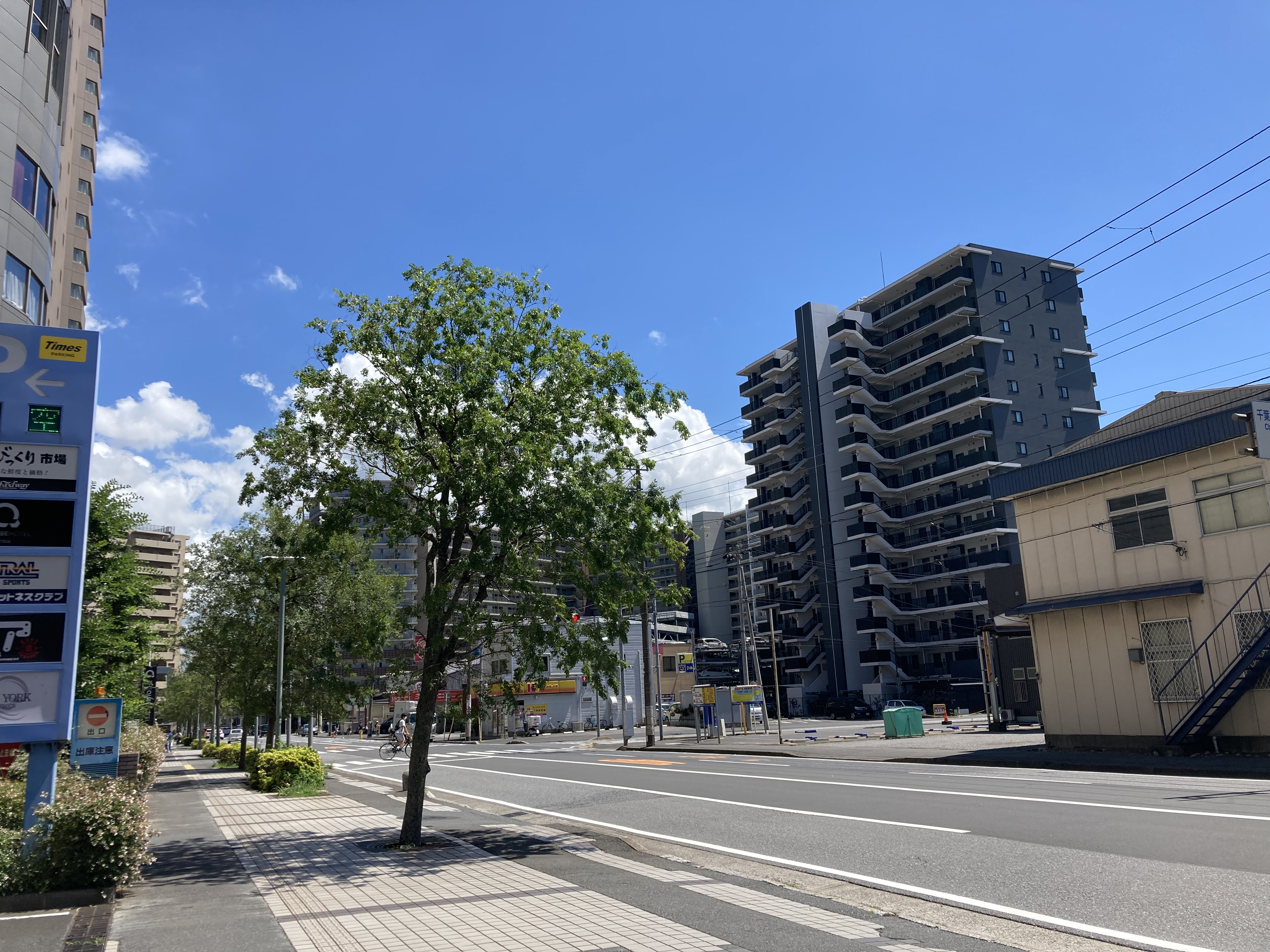
千葉ポートスクエア付近から撮影した千葉市中央区問屋町の写真

問屋町（とんやちょう）は、千葉県千葉市中央区の地名。郵便番号は260-0025。
マンション地帯である。

## 小・中学校の学区
小学校は千葉市立新宿小学校が基本であるが、一部は千葉市立寒川小学校に、中学校は千葉市立新宿中学校が学区に指定されている。

## 施設
- 千葉ポートアリーナ
- 千葉市立新宿小学校
- 千葉職業能力開発短期大学校千葉キャンパス